# Wybory prezydenckie w Demokratycznej Republice Konga w 2018 roku
Wybory prezydenckie w Demokratycznej Republice Konga w 2018 roku odbyły się 30 grudnia. Głównymi kandydatami byli Emmanuel Ramazani Shadary, Martin Fayulu oraz Félix Tshisekedi. Zapowiadano je jako pierwsze w historii przekazanie władzy od czasu uzyskania niepodległości przez to państwo. Wybory obserwowało m.in. ok. 40 tysięcy przedstawicieli Kościoła katolickiego.
Według komisji wyborczej zwycięzcą wyborów został Félix Tshisekedi, co zostało zakwestionowane przez Kościół powołujący się na dane zebrane przez obserwatorów.

## Wyniki
| Kandydat                  | Partia                   | Głosy     | %     |
| ------------------------- | ------------------------ | --------- | ----- |
| Félix Tshisekedi          | Koalicja na Rzecz Reform | 7 051 013 | 38,57 |
| Martin Fayulu             | Lamuka                   | 6 366 732 | 34,83 |
| Emmanuel Ramazani Shadary | Wspólny Front dla Konga  | 4 357 359 | 23,84 |
| Źródło                    |                          |           |       |